# Migennes
Migennes ist eine französische Gemeinde mit 6878 Einwohnern (Stand 1. Januar 2022) im Département Yonne in der Region Bourgogne-Franche-Comté (Bourgogne).

## Geografie
Die Stadt liegt am Fluss Armançon, der hier in die Yonne einmündet. Migennes ist etwa 23 Kilometer von der Départementshauptstadt Auxerre entfernt.

## Geschichte
Der Siedlungsursprung Migennes liegt in gallorömischer Zeit. In der Epoche der römischen Kaiserzeit hieß der Ort Mitigana. Im 19. Jahrhundert förderten Ausgrabungen Mosaike und andere Kulturgegenstände zu Tage.
Ihren Aufstieg von einer kleinen Gemeinde verdankt die Stadt einerseits dem Bau des Canal de Bourgogne, der hier mit der Yonne verbunden ist, andererseits der Entstehung des Eisenbahnknotenpunktes Laroche. Der Knotenpunkt liegt genau zwischen Paris und Dijon an den Eisenbahnstrecken Paris–Marseille und Laroche–Migennes à Cosne und ermöglichte daher im Ersten Weltkrieg eine strategisch vorteilhafte Vorhaltung von Dampflokomotiven. Heute hat der Bahnhof Laroche-Migennes an Bedeutung verloren, da die Fernzüge mit dem Bau der LGV Sud-Est von Paris nach Osten eine andere Streckenführung erhalten haben.

## Sehenswürdigkeiten
- Kirche Sankt-Pankratius in Alt-Migennes mit gewölbtem Chor aus dem XIII. Jahrhundert

## Städtepartnerschaften
- Simmern/Hunsrück, Deutschland